# Phước Sơn
Phước Sơn là một huyện miền núi nằm ở phía tây nam tỉnh Quảng Nam, Việt Nam.

## Địa lý
Huyện Phước Sơn nằm ở phía tây nam tỉnh Quảng Nam, có vị trí địa lý:
- Phía bắc giáp huyện Quế Sơn
- Phía tây giáp huyện Nam Giang
- Phía nam giáp huyện Đăk Glei, tỉnh Kon Tum
- Phía đông giáp huyện Bắc Trà My, huyện Nam Trà My và huyện Hiệp Đức.

Huyện Phước Sơn có diện tích 1.142,38 km², dân số năm 2019 là 26.337 người, mật độ dân số đạt 23 người/km².
Phước Sơn là huyện miền núi nên diện tích đồi núi chiếm 95% tổng diện tích. Dân cư Phước Sơn khá thưa thớt, họ sống chủ yếu tập trung thành từng cụm nhỏ trong những thung lũng sâu. Huyện lị là thị trấn Khâm Đức nằm trên quốc lộ 14, cách thành phố Tam Kỳ 110 km về hướng đông.

## Hành chính

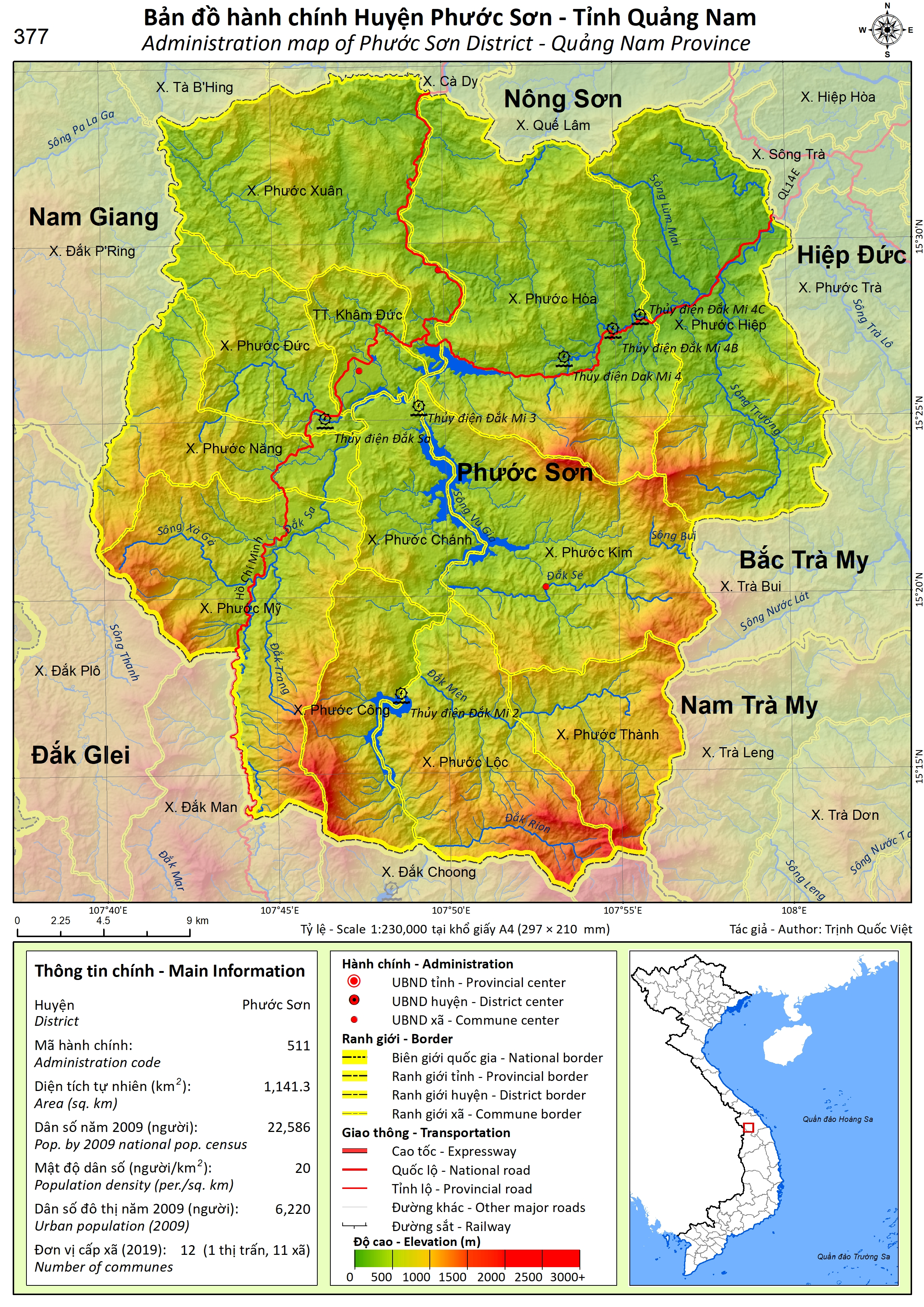
Bản đồ hành chính Huyện Phước Sơn

Huyện Phước Sơn có 12 đơn vị hành chính cấp xã trực thuộc, bao gồm thị trấn Khâm Đức (huyện lỵ) và 11 xã: Phước Chánh, Phước Công, Phước Đức, Phước Hiệp, Phước Hòa, Phước Kim, Phước Lộc, Phước Mỹ, Phước Năng, Phước Thành, Phước Xuân.

## Lịch sử
Sau năm 1975, huyện Phước Sơn thuộc tỉnh Quảng Nam - Đà Nẵng, gồm 9 xã: Phước Chánh, Phước Công, Phước Gia, Phước Hiệp, Phước Kim, Phước Mỹ, Phước Năng, Phước Thành và Phước Trà.
Ngày 23 tháng 9 năm 1981, thành lập xã Phước Đức gồm thôn Cà Dũ của xã Phước Thành, thôn Mô Lăng của xã Phước Mỹ và các thôn Lô Tố, Suối Kiết của xã Phước Kim.
Ngày 31 tháng 12 năm 1985, chuyển 2 xã Phước Gia và Phước Trà sang trực thuộc huyện Hiệp Đức.
Ngày 21 tháng 3 năm 1986, thành lập thị trấn Khâm Đức (thị trấn huyện lỵ huyện Phước Sơn) trên cơ sở một phần diện tích và dân số của xã Phước Đức.
Ngày 6 tháng 11 năm 1996, Huyện Phước Sơn thuộc tỉnh Quảng Nam vừa được tái lập.
Ngày 21 tháng 3 năm 2002, Chính phủ ban hành Nghị định 27/2002/NĐ-CP. Theo đó: 
- Thành lập xã Phước Xuân trên cơ sở 13.092,4 ha diện tích tự nhiên và 1.192 người của thị trấn Khâm Đức
- Thành lập xã Phước Lộc trên cơ sở 9.499,6 ha diện tích tự nhiên và 1.007 người của xã Phước Thành.

Ngày 8 tháng 4 năm 2008, thành lập xã Phước Hòa trên cơ sở điều chỉnh 18.815,4 ha diện tích tự nhiên và 2.076 người của xã Phước Hiệp.
Huyện Phước Sơn có 12 đơn vị hành chính cấp xã, gồm 1 thị trấn và 11 xã như hiện nay.

## Kinh tế
Nền kinh tế chủ yếu của Phước Sơn là trồng rừng. Bên cạnh đó còn khai thác khoáng sản, chủ yếu là vàng. 
Phước Sơn là một huyện nghèo nên kinh tế còn gặp nhiều khó khăn. Hiện nay huyện Phước Sơn đang cố gắng giảm nghèo một cách tích cực. Hiện nay tỉ lệ nghèo ở huyện miền núi này là 22,8%.